# Mit eigenen Augen
Mit eigenen Augen ist ein deutscher Dokumentarfilm aus dem Jahr 2020. Der Film von Regisseur Miguel Müller-Frank wirft einen Blick hinter die Kulissen der Politik-Sendung Monitor in der ARD. Auf dem Film Festival Cologne 2020 erhielt Mit eigenen Augen den Filmpreis NRW.

## Handlung
Der Dokumentarfilm Mit eigenen Augen beobachtet die Redaktion rund um Moderator und Redaktionsleiter Georg Restle bei der täglichen Arbeit und konzentriert sich dabei auf die Entstehung einer Monitor-Sendung im TV. Als die ersten Beiträge bereits in Produktion sind, wird öffentlich, dass der Rechtsextremist Stephan E. als dringend tatverdächtig gilt, den CDU-Politiker Walter Lübcke erschossen zu haben. Die Journalisten reagieren auf die neue Situation und stellen die geplante Sendung kurzfristig um. Unter Zeitdruck beginnt eine aufwändige Recherche zum Thema Rechtsterrorismus, in deren Verlauf die Redaktion exklusive Informationen zum Tatverdächtigen erhält. Doch als ihre Berichterstattung in Frage gestellt wird, gerät die Produktion ins Stocken.

## Hintergrund
Mit eigenen Augen ist der sechste abendfüllende Dokumentarfilm von Miguel Müller-Frank und der erste Film nach seinem Postgraduierten-Studium an der Kunsthochschule für Medien Köln. Knapp drei Jahre hat er für diesen Film recherchiert und dafür mehrere Redaktionen in Deutschland bei ihrer Arbeit beobachtet. Nach vielen Anfragen und Vorgesprächen erklärte sich die Monitor-Redaktion bereit, ihren Alltag für das Projekt, das ohne Fernsehgelder und allein mit Mitteln der Film- und Medienstiftung NRW zustande kam, offen zu legen und sich über zwei Monate täglich bei der Arbeit filmen zu lassen.

## Produktion und Veröffentlichung
2Pilots Filmproduction war für die Produktion von Mit eigenen Augen verantwortlich. Gefördert wurde der Film von der Film- und Medienstiftung NRW. Mit eigenen Augen wurde zum ersten Mal am 6. Oktober 2020 auf dem Film Festival Cologne aufgeführt und erhielt dort auch den Filmpreis NRW. Durch die COVID-19-Pandemie musste der bundesweite Kinostart mehrfach verschoben werden, schließlich wurde der Kinostart auf den 11. November 2021 terminiert.

## Kritik
In ihrer Begründung für die Verleihung des Filmpreises NRW lobte die Jury die Kameraarbeit des Films: „Laura Emma Hansens Kamera beobachtet das hektischer werdende Geschehen durchgehend mit stoischer Ruhe. Dieser Kontrast ist so wesentlich wie die Tatsache, dass der Film die Büroräume nie verlässt. Die Konzentration gibt den Zuschauer*innen viel Raum und Zeit, redaktionelle Strukturen und Hierarchien zu erfassen. Wir dürfen uns, wie es der Titel verspricht, selbst ein Bild vom journalistischen Betrieb und seinen Bedingungen machen.“ Harald Mühlbeyer schrieb für Kino-Zeit: „Müller-Frank führt ein Beispiel vor, das höchst anschaulich all die „Lügenpresse“- und „Fake-News“-Legenden ad absurdum führt, die von allen möglichen Seiten das Misstrauen an Medien und Medienfreiheit schüren wollen.“